# Alpineskiën op de Olympische Jeugdwinterspelen 2020
Het alpineskiën op de Olympische Jeugdwinterspelen 2020 vond plaats in het Zwitserse skigebied Les Diablerets in de gemeente Ormont-Dessus van 10 tot en met 15 januari. Er werden negen onderdelen georganiseerd; zowel voor de jongens en meisjes de reuzenslalom, de slalom, de super-g en de supercombinatie en een gemengde parallelle teamwedstrijd.

## Deelnemers
De deelnemers moesten in 2002 en 2003 geboren zijn. Het aantal maximale aantal deelnemers was door het IOC op 80 jongens en 80 meisjes gesteld, met een maximum van drie jongens en drie meisjes per land.
België
Uit België nam Louis Masquelier op alle vier individuele onderdelen bij de jongens deel.

## Medailles

### Jongens
| Onderdeel       | Goud    | Goud                            | Zilver         | Zilver           | Brons | Brons           |
| --------------- | ------- | ------------------------------- | -------------- | ---------------- | ----- | --------------- |
| Reuzenslalom    | AUT     | Philip Hoffmann                 | SUI            | Sandro Surbruegg | SUI   | Luc Ronduit     |
| Slalom          | SWE     | Adam Hofstedt                   | SUI            | Luc Roduit       | ITA   | Edoardo Saracco |
| Super-G         | SWE     | Adam Hofstedt                   | SLO            | Rok Ažnoh        | SUI   | Luc Roduit      |
| Supercombinatie | FRA NOR | Auguste Aulnette Mikkel Remsoey | Niet toegekend | Niet toegekend   | SWE   | Adam Hofstedt   |

### Meisjes
| Onderdeel       | Goud | Goud                | Zilver | Zilver            | Brons | Brons               |
| --------------- | ---- | ------------------- | ------ | ----------------- | ----- | ------------------- |
| Reuzenslalom    | SUI  | Amélie Klopfenstein | FIN    | Rosa Pohjolainen  | AUT   | Amanda Salzgeber    |
| Slalom          | SWE  | Emma Sahlin         | SUI    | Lena Volken       | GER   | Lara Klein          |
| Super-G         | SUI  | Amélie Klopfenstein | FRA    | Caitlin McFarlane | ISR   | Noa Szollos         |
| Supercombinatie | AUT  | Amanda Salzgeber    | ISR    | Noa Szollos       | SUI   | Amélie Klopfenstein |

### Gemengd
| Onderdeel                | Goud | Goud                               | Zilver | Zilver                        | Brons | Brons                            |
| ------------------------ | ---- | ---------------------------------- | ------ | ----------------------------- | ----- | -------------------------------- |
| Parallelle teamwedstrijd | FIN  | Rosa Pohjolainen Jaakko Tapanainen | GER    | Lara Klein Max Geißler-Hauber | AUT   | Amanda Salzgeber Philip Hoffmann |

Alpineskiën · Biatlon · Bobsleeën · 
Curling · Freestyleskiën · IJshockey · Kunstrijden · Langlaufen · Noordse combinatie · Rodelen · Schaatsen · Schansspringen · Shorttrack · Skeleton · Snowboarden · Toerskiën